# Reproducibilidad y repetibilidad

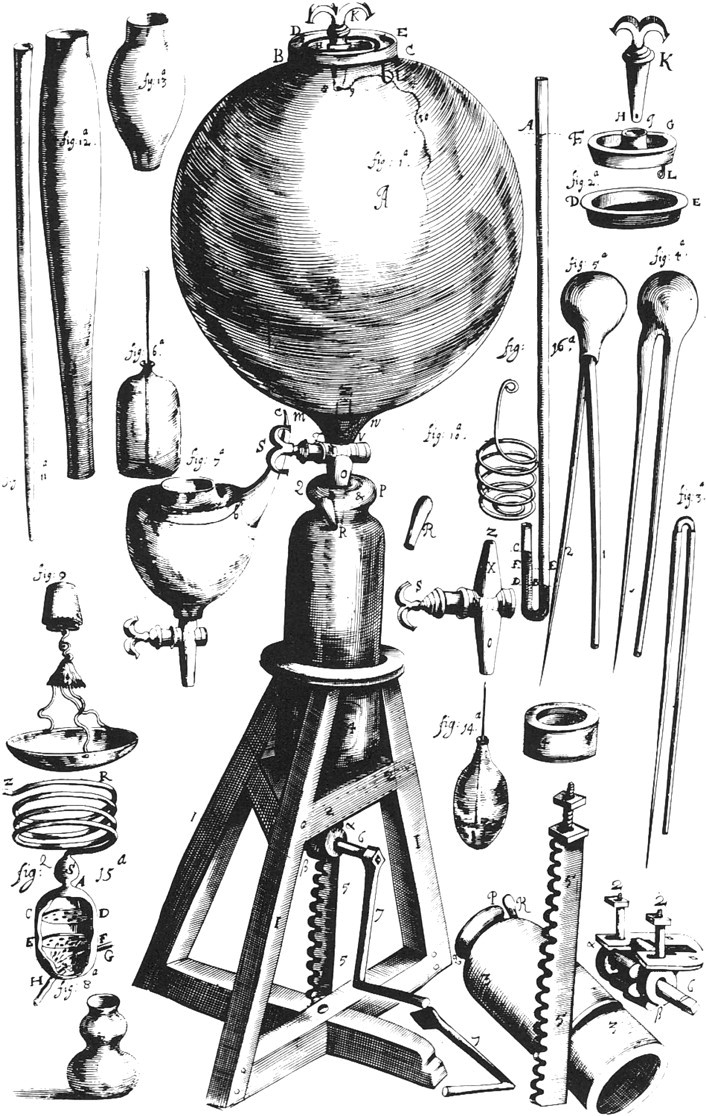
La bomba de aire de Boyle, en el contexto del, era un aparato científico complicado y costoso, haciendo difícil la reproducción de sus resultados.

La reproducibilidad es la capacidad de un ensayo o experimento de ser reproducido o replicado por otros, en particular, por la comunidad científica. La reproducibilidad es uno de los pilares del método científico, siendo la falsabilidad el otro.  
Aunque existen diferencias conceptuales según la disciplina científica, en muchas disciplinas, sobre todo en aquellas que implican el uso de estadística y procesos computacionales, se entiende que un estudio es reproducible si es posible recrear exactamente todos los resultados en la misma escala y a partir de los datos originales y el código informático empleado para los análisis. Por el contrario, en este contexto, la repetibilidad se refiere a la posibilidad de obtener resultados consistentes al replicar un estudio con un conjunto distinto de datos, pero obtenidos siguiendo el mismo diseño experimental. Así mismo, el término está estrechamente relacionado al concepto de testabilidad. 
En años recientes, fracasos reiterados en la reproducción de experimentos han dado lugar a una crisis de replicación en varias ciencias.

## Reproducibilidad y falsabilidad
Dependiendo del campo científico particular,[cita requerida] la reproducibilidad puede requerir que la prueba o experimento sea falsable. Responde a que, a veces, los experimentadores pueden cometer errores sistemáticos durante sus investigaciones, desviándose inconscientemente del método científico y cayendo en ciencia patológica por varios motivos o, en raras ocasiones, informar conscientemente de falsos resultados.

## Reproducibilidad en la práctica científica
Los resultados de un experimento llevado a cabo por un investigador o grupo de investigación particular son evaluados generalmente por otros investigadores independientes repitiendo el experimento original. Repiten el mismo experimento por sí mismos, basándose en la descripción del experimento original, y comprueban si su experimento tiene resultados similares a los comunicados por el grupo original. Se dice que los valores resultantes son conmensurables si se obtienen (en distintos procesos experimentales) de acuerdo con los mismos procedimientos experimentales descritos y reproducibles.
A los investigadores se les supone la práctica del archivo de datos científicos, cumpliendo así con las políticas de las revistas científicas y las agencias gubernamentales de subvención. El registro detallado de sus procedimientos experimentales, datos en bruto, análisis estadísticos y códigos fuente se conserva con la intención de suministrar pruebas de la efectividad e integridad del procedimiento y asistir en la reproducción. Estos registros de los procedimientos también pueden ayudar en la concepción de nuevos experimentos para comprobar las hipótesis, y pueden resultar útiles a los ingenieros que podrían examinar las aplicaciones prácticas en potencia de un descubrimiento cualquiera.
Cuando se requiere información adicional antes de que un estudio pueda ser reproducido, se espera que el autor del estudio lo proporcione con puntualidad. Si dicho autor se niega a intercambiar sus datos, se puede reclamar a los editores de las publicaciones que hicieron públicos los estudios o a las instituciones que subvencionan la investigación.

Más agencias de financiación de la investigación, instituciones, revistas y editoriales están introduciendo políticas que fomentan o requieren el intercambio de datos de investigación que respaldan las publicaciones.
Las políticas de datos de investigación de revistas a menudo incluyen requisitos para que los investigadores proporcionen declaraciones de disponibilidad de datos (DAS). 
Los DAS también se conocen como declaraciones de accesibilidad de datos, declaraciones de intercambio de datos y declaraciones de "disponibilidad de datos de respaldo" y "disponibilidad de datos y materiales".
Dado que resulta imposible para un científico registrar absolutamente todo lo que ocurre en un experimento, solo se informa de los hechos que pueden ser subjetivamente relevantes. Esto puede llevar, inevitablemente, a posteriores problemas si se cuestiona algo supuestamente irrelevante. Por ejemplo, Heinrich Hertz no informó del tamaño de la habitación que se usó para comprobar las ecuaciones de Maxwell, que posteriormente acabaron produciendo una ligera desviación en los resultados. El problema es que partes de la propia teoría tienen que ser asumidas para poder seleccionar e informar de las condiciones del experimento. Las observaciones, por tanto, son a veces tildadas de estar «cargadas de teoría».

## Reproducibilidad en metrología
En metrología, y de forma particular en ingeniería, ciencia, industria y estadística, la reproducibilidad es la capacidad de un instrumento de dar el mismo resultado en mediciones diferentes realizadas en las mismas condiciones a lo largo de periodos dilatados de tiempo. Esta cualidad debe evaluarse a largo plazo. Ésta es la gran diferencia con precisión que debe, en cambio, ser evaluada a corto plazo.

## Crisis de replicación
La crisis de replicación (o crisis de replicabilidad o crisis de reproducibilidad) se refiere a una crisis metodológica en las ciencias causada por las dificultades encontradas por los investigadores para replicar los resultados de muchos de los experimentos científicos en investigaciones posteriores, bien por investigadores independientes o bien por los investigadores originales de estos estudios. Aunque la crisis ha estado presente a lo largo del tiempo, la frase fue acuñada a inicios de la década de 2010 como parte de una mayor concienciación sobre el problema. La crisis de replicación representa un tema de investigación importante en el campo de la metaciencia.
Considerando que la reproducibilidad de experimentos es una parte esencial del método científico, la incapacidad de replicar los estudios de otros investigadores tiene consecuencias potencialmente graves para muchos campos de la ciencia, lo que puede suponer el desmoronamiento de teorías significativas o que sean irreproducibles en su trabajo experimental.